# Achrioptera fallax
Achrioptera fallax (лат.) — вид насекомых из семейства палочниковых (Phasmatidae). Самцы в стадии имаго обладают яркой блестящей окраской бирюзового цвета, с красно-оранжевыми полосами на ногах. Эндемик Северного Мадагаскара.

## Этимология
Видовой эпитет fallax происходит от латинского «fallāx», означающего ошибочный, ложный.

## Описание

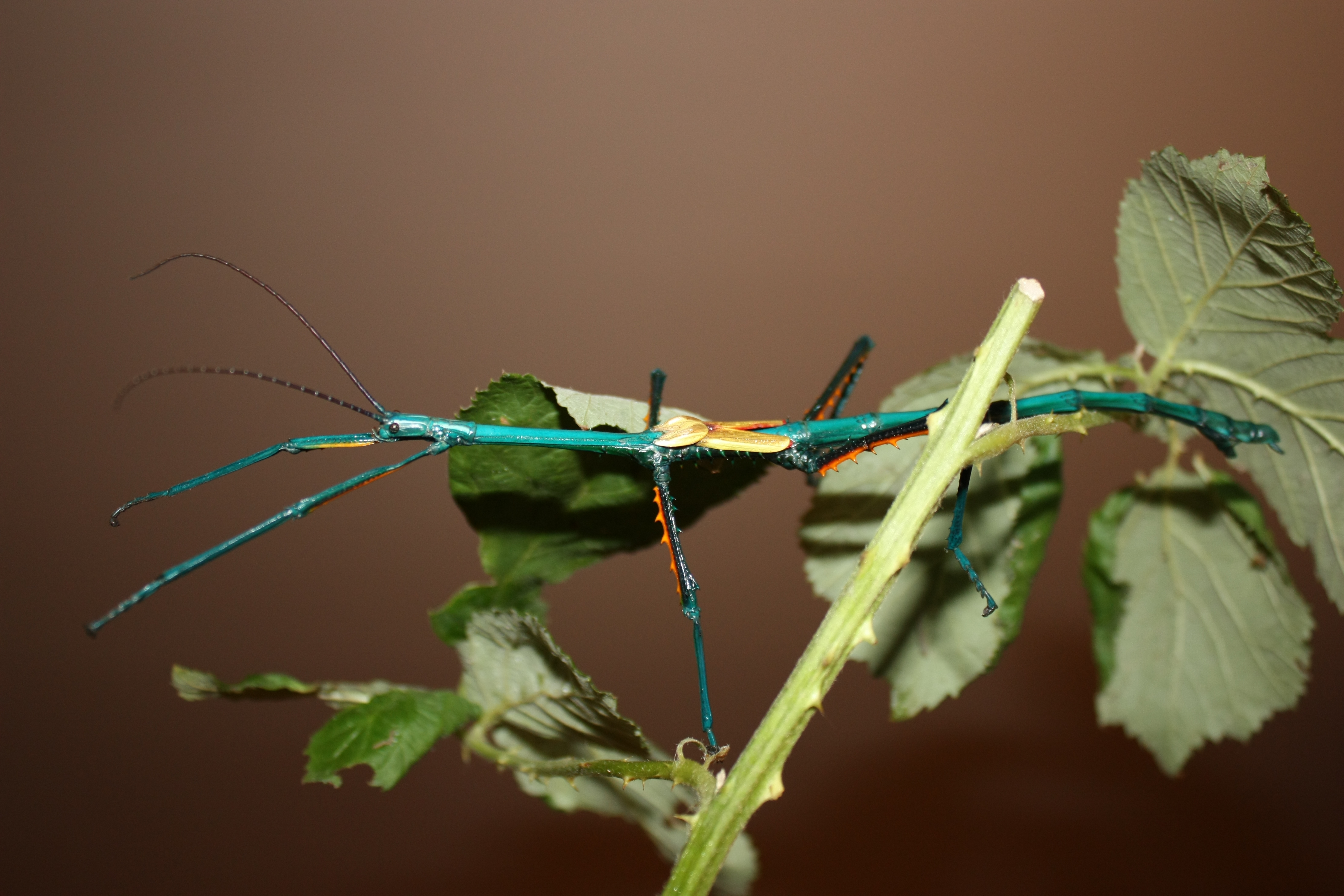
Самец

Длина самок 20—26 см; самцов 14—17 см. Имаго самок светло-коричневого цвета и своим внешним видом очень напоминают сухую ветку. Грудь и ноги с большим количеством шипов. Пара шипов также находится и на голове. Крылья очень короткие, красного цвета.
Половозрелые самцы обладают яркой окраской. Спустя примерно 1—3 недели после последней линьки их окраска приобретает ярко-голубой, бирюзовый цвет, нижняя сторона тела с зеленоватым блестящим отливом. Шипы на бедрах второй и третьей пары ног ярко-оранжевого цвета. Передние крылья короткие ярко-желтого цвета, задние — ярко-красного цвета с чёрной серединой и жёлтой каймой. Конец брюшка самцов несколько утолщён и обладает на конце двумя маленькими отростками, которые помогают ему удерживать самку при спаривании.
У самок и у самцов вдоль головы проходит несколько белых полос. Оба пола не способны к полёту. Продолжительность жизни около 9 месяцев.

## Защитное поведение
Для отпугивания хищника или потенциального врага Achrioptera fallax зажимают его своими задними колючими ногами, расправляют ярко-окрашенные крылья и при их помощи издают достаточно громкий, скрипучий звук. Самцы также при этом часто падают на землю.

## Размножение
Самец может оставаться на самке после окончания спаривания довольно длительное время — вплоть до нескольких дней. Самки могут начинать откладывать яйца спустя 3—4 недели после последней линьки и достижения половой зрелости. Во время кладки яйца падают на землю. Они имеют удлинённую форму: их длина 4—6 мм, ширина — 2 мм. Поверхность яиц гладкая. Окраска коричневая, коричнево-серая или коричнево-зеленоватая. При температуре +20…+23 °С яйца развиваются 3—4,5 месяцев. Только что вышедшие личинки имеют тёмно-коричневую окраску. После начала питания их окраска изменяется на более светлую.

## Разведение
Впервые вид успешно был разведён в неволе в 2007 году. На данный момент успешно содержится и разводится в неволе. Кормовыми растениями в неволе служат: ежевика, малина, эвкалипт, дуб.